# Bloco Quebequense
O Bloco Quebequense (em francês: Bloc Québécois, BQ) é um partido político do Canadá, que defende o nacionalismo do Quebec bem como o Movimento pela independência do Quebec. O partido foi fundado por antigos membros do Partido Liberal do Canadá e do Partido Progressista Conservador do Canadá após o falhanço do Acordo do Lago Meech em 1990, tendo sido oficialmente fundado em 1991.
Ideologicamente, o partido é definido como social-democrata e independentista, e, graças à linha nacionalista, o Bloco conseguiu ganhar apoio junto de sindicatos, bem como, em áreas rurais conservadores.
O Bloco, rapidamente, se tornou um dos principais partidos do Canadá, chegando mesmo a ser o principal partido da Oposição nas eleições em 1993, e mantendo-se um partido influente na política nacional até 2011. Nas eleições de 2011, o partido sofreu um resultado desastroso, perdendo mais de 40 deputados, ficando com, apenas, 4 deputados, e, apesar de ter recuperado deputados nas eleições em 2015, o Bloco ficou longe de voltar a recuperar a influência do passado.

## Ideologia e Princípios
O partido defende, entre outros:
- A soberania do Quebec, até à independência, revogando, especificamente, a Clarity Act e a oposição ao projeto hidrelétrico de Muskrat Falls[8][9][10][11];
- Ambientalismo, apoiando o Protocolo de Kyoto[12][13][14];
- Direito ao aborto[15];
- Direitos LGBT[16];
- Legalização do suicídio assistido[17];
- Abolição do Senado.[18];
- Retirada das tropas canadianas do Afeganistão[19][20];
- Abolição da monarquia[21];
- Apoio à lei do secularismo de Quebec, que proíbe os funcionários do governo em posições de autoridade de usarem símbolos religiosos.

## Resultados eleitorais

### Eleições legislativas
| Data | Líder                  | Votos     | Quebec | Quebec       | Quebec | Quebec    | Canadá | Canadá       | Canadá  | Canadá    | +/- | Status   | Notas                |
| Data | Líder                  | Votos     | CI.    | %            | +/-    | Deputados | CI.    | %            | +/-     | Deputados | +/- | Status   | Notas                |
| ---- | ---------------------- | --------- | ------ | ------------ | ------ | --------- | ------ | ------------ | ------- | --------- | --- | -------- | -------------------- |
| 1993 | Lucien Bouchard        | 1 846 024 | 1.º    | 49,3 / 100,0 |        | 54 / 75   | 2.º    | 13,5 / 100,0 |         | 54 / 295  |     | Oposição | Oposição Oficial     |
| 1997 | Gilles Duceppe         | 1 385 821 | 1.º    | 37,9 / 100,0 | 11,4   | 44 / 75   | 3.º    | 10,7 / 100,0 | 2,8     | 44 / 301  | 10  | Oposição | Terceiro partido     |
| 2000 | Gilles Duceppe         | 1 377 727 | 2.º    | 39,9 / 100,0 | 2,0    | 38 / 75   | 3.º    | 10,7 / 100,0 | Estável | 38 / 301  | 6   | Oposição | Terceiro partido     |
| 2004 | Gilles Duceppe         | 1 680 109 | 1.º    | 48,9 / 100,0 | 9,0    | 54 / 75   | 3.º    | 12,4 / 100,0 | 1,7     | 54 / 308  | 16  | Oposição | Terceiro partido     |
| 2006 | Gilles Duceppe         | 1 553 201 | 1.º    | 42,1 / 100,0 | 6,8    | 51 / 75   | 3.º    | 10,5 / 100,0 | 1,9     | 51 / 308  | 3   | Oposição | Terceiro partido     |
| 2008 | Gilles Duceppe         | 1 379 991 | 1.º    | 38,1 / 100,0 | 0,5    | 49 / 75   | 3.º    | 10,0 / 100,0 | 0,5     | 49 / 308  | 2   | Oposição | Terceiro partido     |
| 2011 | Gilles Duceppe         | 889 788   | 2.º    | 23,4 / 100,0 | 14,7   | 4 / 75    | 4.º    | 6,0 / 100,0  | 4,0     | 4 / 308   | 45  | Oposição | Sem estatuto oficial |
| 2015 | Gilles Duceppe         | 818 652   | 3.º    | 19,3 / 100,0 | 4,1    | 10 / 78   | 4.º    | 4,7 / 100,0  | 1,3     | 10 / 338  | 6   | Oposição | Sem estatuto oficial |
| 2019 | Yves-François Blanchet | 1 376 135 | 2.º    | 32,5 / 100,0 | 13,2   | 32 / 78   | 3.º    | 7,7 / 100,0  | 3,0     | 32 / 338  | 22  | Oposição | Terceiro partido     |